# 清水朝興宮
24°16′50″N 120°34′53″E / 24.280557°N 120.581368°E
清水朝興宮，是位於臺灣臺中市清水區下湳里的媽祖廟，在2010年後成為大甲媽祖遶境進香回程最後一晚駐駕的廟宇。

## 廟宇簡史
清水朝興宮的香火由來傳說是雍正十年（1732年）由黃姓民眾自福建迎來奉祀下湳仔的自家，至道光元年（1821年）建廟，1984年由楊丁號召原地重建。
此廟為清水區下湳里民眾的信仰重要場所。附近西寧里、中興里等里民也會來此廟內商議地方大事。1991年，成立委員會後，多年由主委蔡基笨推展廟務。

## 大甲媽祖駐駕
清水朝興宮原就是大甲媽祖起駕當夜，越過大甲溪橋後會經過的廟宇。為減少交通危險，1994年11月16日，議員楊紫宗偕同省公路局二區處二段段長楊宗岳等，來清水朝興宮廟前勘查路段後，決議開闢40公尺寬的道路缺口。
在清水朝興宮主委林俊榮任內，該廟自2010年成為大甲媽祖回程最後一晚駐駕的地點。原先大甲媽祖行程慣於八天七夜，但因信徒認為最後一夜回鑾大甲遶境時已晚而疲倦又匆忙，因此大甲鎮瀾宮在2009年末便計畫明年在清水增加駐駕一晚。
次年，大甲媽祖原先預定4月24日晚上8點首次駐駕至清水朝興宮，但因人潮踴躍拖延到深夜。後來，大甲媽祖駐駕清水朝興宮當夜，警方會封閉清水區中山路、五權東路口，避免車輛壅塞。在大甲媽固定駐駕清水朝興宮後，原本在員林市舉行的一、二、三香獻香儀式，改於第九天於清水朝興宮起駕時舉行。